# Polychares z Mesenii
Polychares (gr. Πολυχάρης) – starożytny grecki biegacz pochodzący z Mesenii, olimpijczyk.
Odniósł zwycięstwo w biegu na stadion na igrzyskach olimpijskich w 764 roku p.n.e. Zgodnie z relacją Pauzaniasza (Wędrówka po Helladzie IV 4,4-5) Polychares nie posiadał własnej ziemi, oddał więc swoje stada na wypas, w zamian za udział w zyskach, Lacedemończykowi Euajfnosowi. Ten jednak zdefraudował powierzone mu woły, twierdząc później że porwali je zbójcy, a następnie zamordował syna Polycharesa. Szukając pomsty, Polychares zaczął zabijać każdego napotkanego Lacedemończyka. Spartanie wykorzystali to jako jeden z powodów do wydania Meseńczykom wojny, która przeszła do historii jako I wojna meseńska.